# Тяжёлая огнемётная система
Тяжёлая огнемётная систе́ма (ТОС) — советская и российская система вооружения, предназначенная для вывода из строя легкобронированной и автомобильной техники, поджога и разрушения зданий и сооружений объёмным взрывом, а также уничтожения живой силы противника, расположенной на открытой местности и в фортификационных сооружениях. Уничтожение происходит путём воздействия на цель высокой температуры, осколков, ударной волны и избыточного давления, которое создаётся при массированном применении неуправляемых реактивных снарядов в термобарическом и дымозажигательном снаряжениях.

## История создания
ТОС-1 «Буратино» разрабатывалась в период с 1971 по 1979 год в Конструкторском бюро транспортного машиностроения (Омск) совместно с НИИФП (Зеленоград), отвечавшим за бортовую аппаратуру. Первые опытные образцы на шасси Т-72 изготовлены в Омске в 1978—1979 годах. Комплекс включал в себя боевую машину — пусковую установку (БМ) с пакетом из 30 направляющих на шасси Т-72 и транспортно-заряжающую машину (ТЗМ) на шасси КрАЗ-255Б. При разработке и испытаниях БМ имела обозначение «Объект 634».
В 1980 году машина успешно прошла государственные испытания и была рекомендована для принятия на вооружение в ВС СССР.
Впервые представлена общественности в 1999 году в Омске (Трансмаш).

## Конструкция и принцип действия
Большая масса пакета направляющих труб со снарядами потребовала иметь шасси значительной грузоподъёмности, а сравнительно малые дальности стрельбы (от 400—600 до 4500 м) — определённого уровня защиты всей боевой машины. В результате масса боевой машины достигает 46 тонн.
Пакет из 30 направляющих для неуправляемых реактивных снарядов (НУРСов) смонтирован в качающейся части пусковой установки на поворотной платформе. Все действия по наведению установки на цель, приданию ей необходимого угла возвышения экипаж производит, не выходя из машины — с помощью прицела и силовых следящих приводов.
Крутая траектория полёта снарядов к цели потребовала точного учёта условий стрельбы и создания специальной системы управления огнём. Она включает оптический прицел, лазерный дальномер, датчик крена и электронный баллистический вычислитель. С помощью лазерного дальномера расстояния до цели определяются с точностью до 10 метров. Эти данные автоматически вводятся в баллистический вычислитель, рассчитывающий необходимый угол возвышения пусковой установки. Угол крена пакета направляющих фиксируется автоматическим датчиком и также автоматически учитывается вычислителем.
Неуправляемая ракета состоит из головной части с наполнителем (зажигательным или термобарическим составом), взрывателя и твердотопливного ракетного двигателя.

## Модификации

#### ТОС-1А «Солнцепёк»

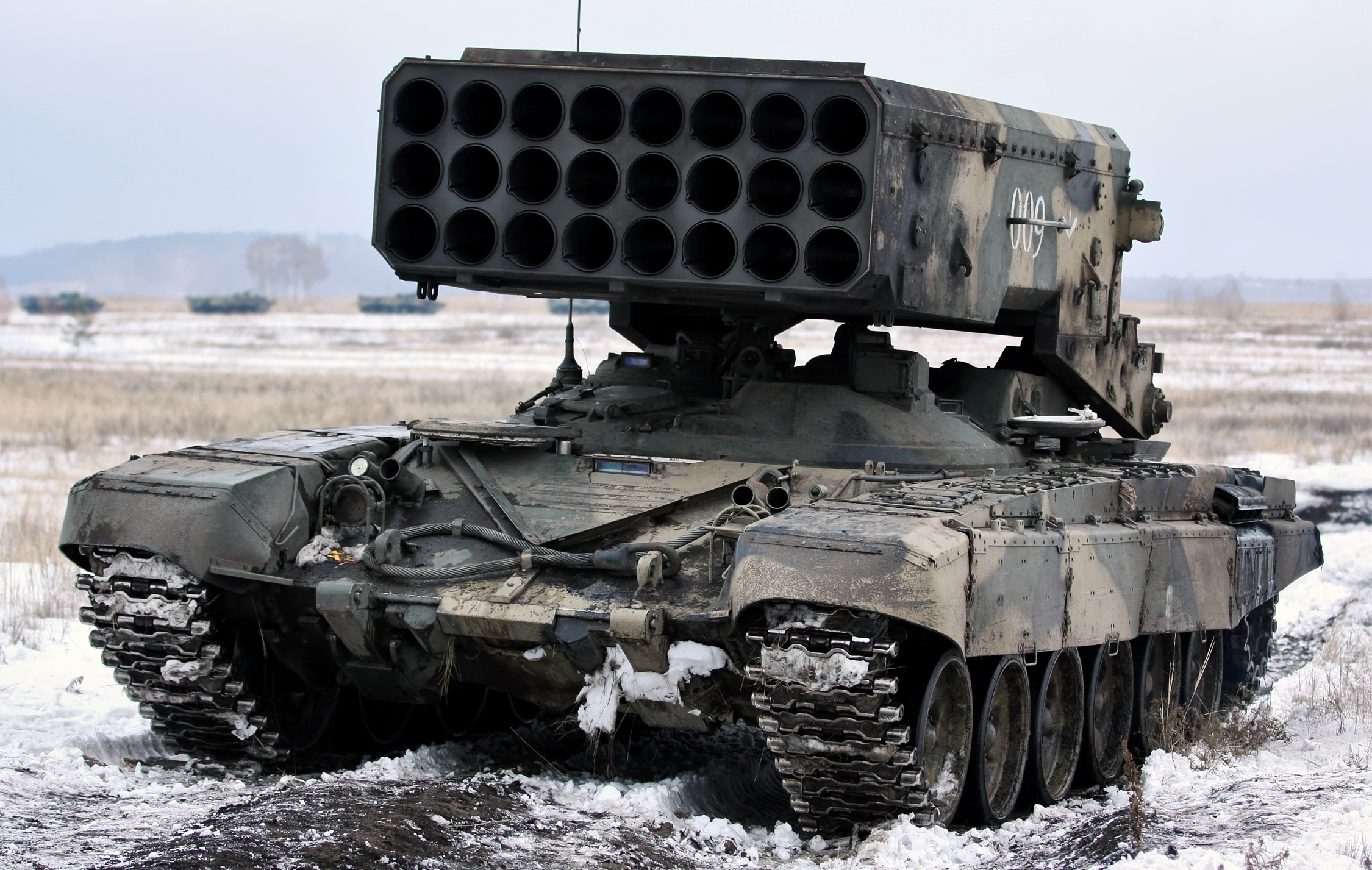
ТОС-1А «Солнцепёк» на учениях войск РХБЗ на Шиханском полигоне
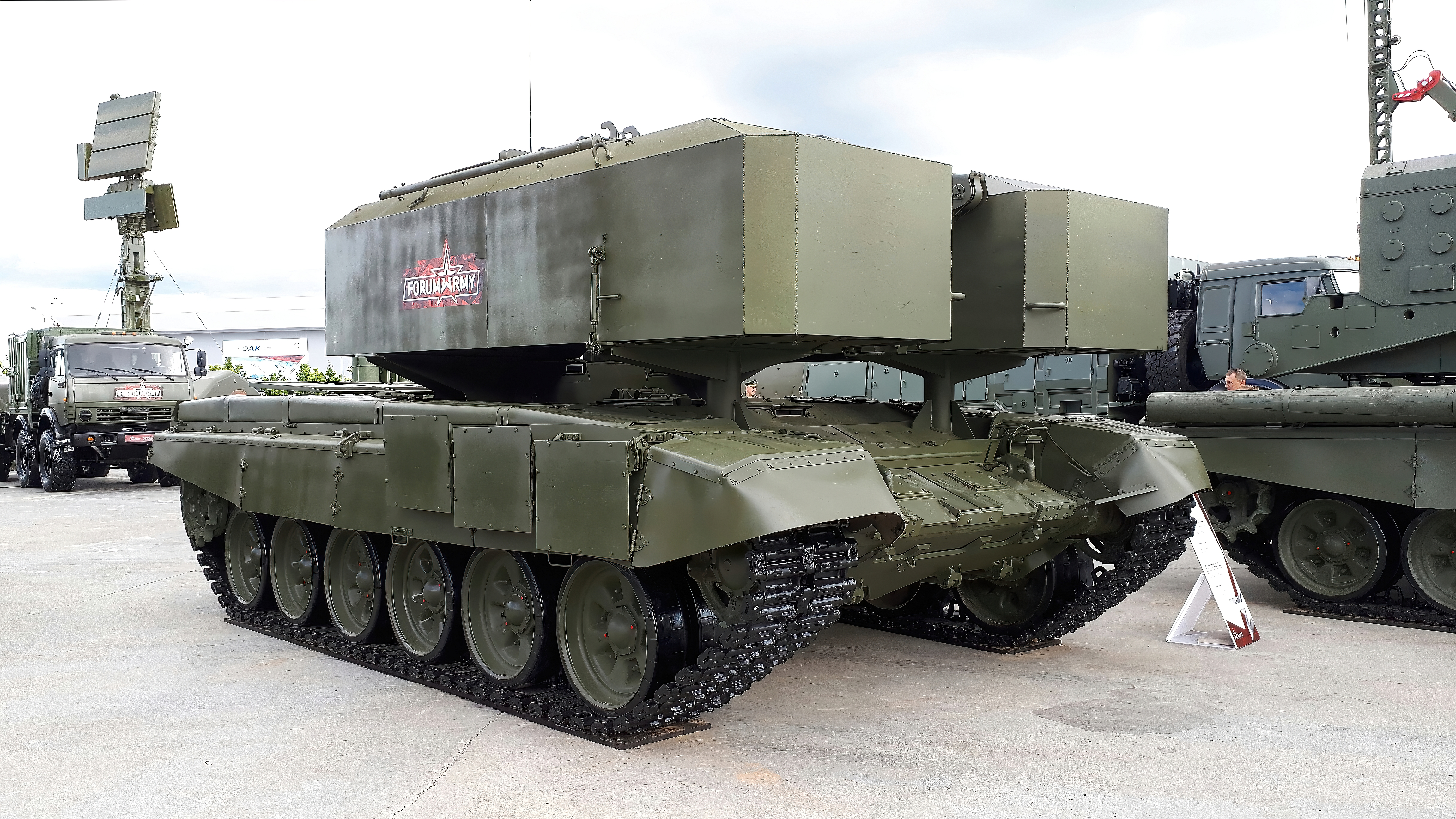
Транспортно-заряжающая машина комплекса ТОС-1А на выставке
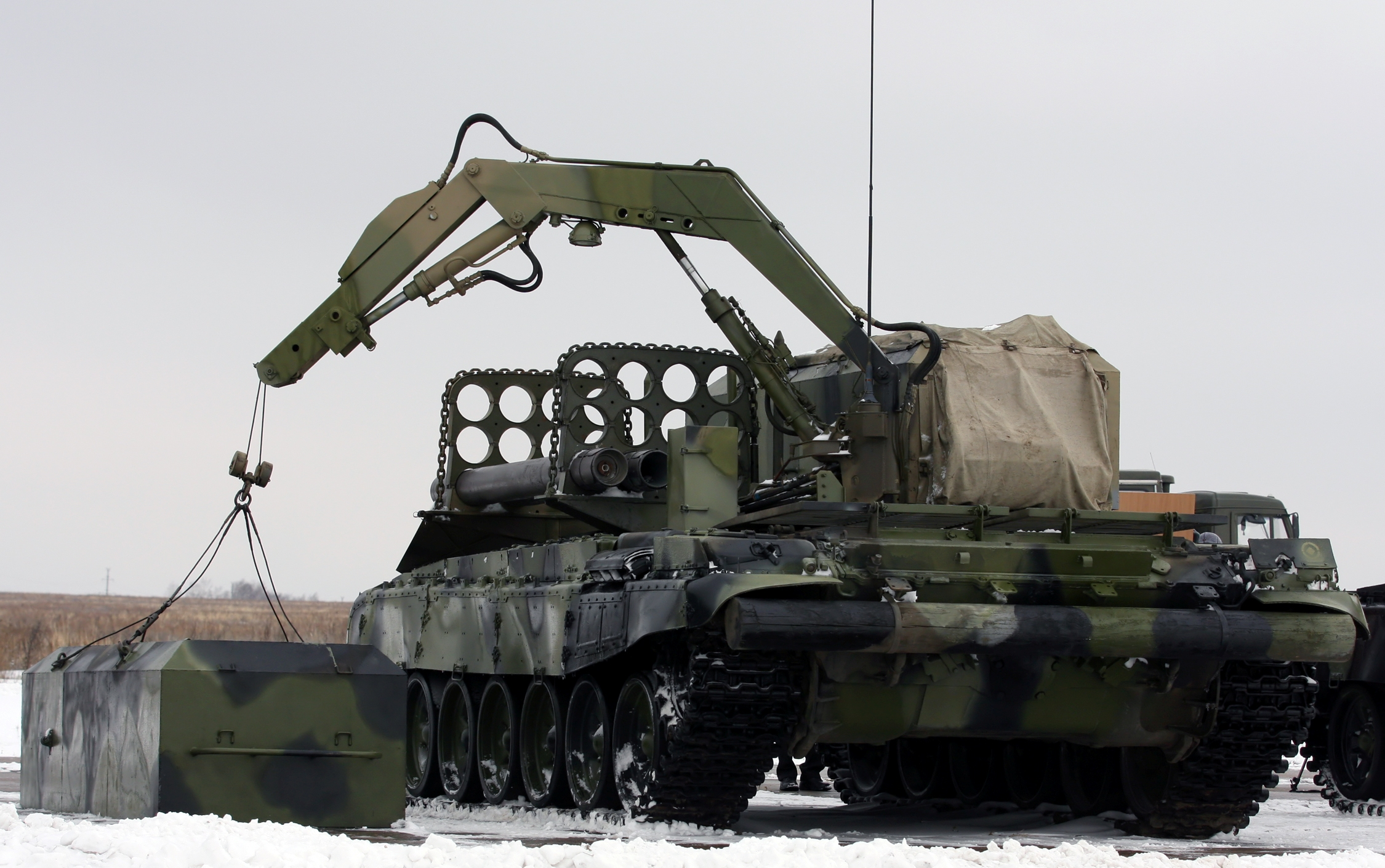
Транспортно-заряжающая машина комплекса ТОС-1А на учениях

Тяжёлая огнемётная система ТОС-1А «Солнцепёк» была разработана в 2001 году. Основной задачей системы является поддержка пехоты и бронетанковых соединений. Основные отличия от базового варианта:
1. Количество направляющих на боевой машине уменьшено с 30 до 24.
2. Транспортно-заряжающая машина выполнена на базе основного танка Т-72 (в базовой модификации она размещалась на шасси грузового автомобиля КрАЗ)

Состав ТОС-1А:
1. Боевая машина БМ-1 (Объект 634Б);
2. Транспортно-заряжающая машина ТЗМ-Т (Объект 563);
3. НУРС МО.1.01.04 или МО.1.01.04М.

#### ТОС-2 «Тосочка»
Впервые продемонстрирована в рамках учений «Кавказ-2020». Система с улучшенными тактико-техническими характеристиками (возможна дальность стрельбы до 15 км) выполнена на колёсном шасси Урал-63706 и может развивать более высокую скорость, нежели прошлые версии на гусеничном ходу.

ТОС-2 применяет новые реактивные снаряды ТБС-М3, разработанные специально для неё, также может применять штатные НУРСы от «Солнцепёка». Обладает улучшенной СУО и автоматическим краном для подачи снарядов (у ТОС-1А для этой цели используется отдельная машина).

ТОС-2 на форуме Армия 2022.
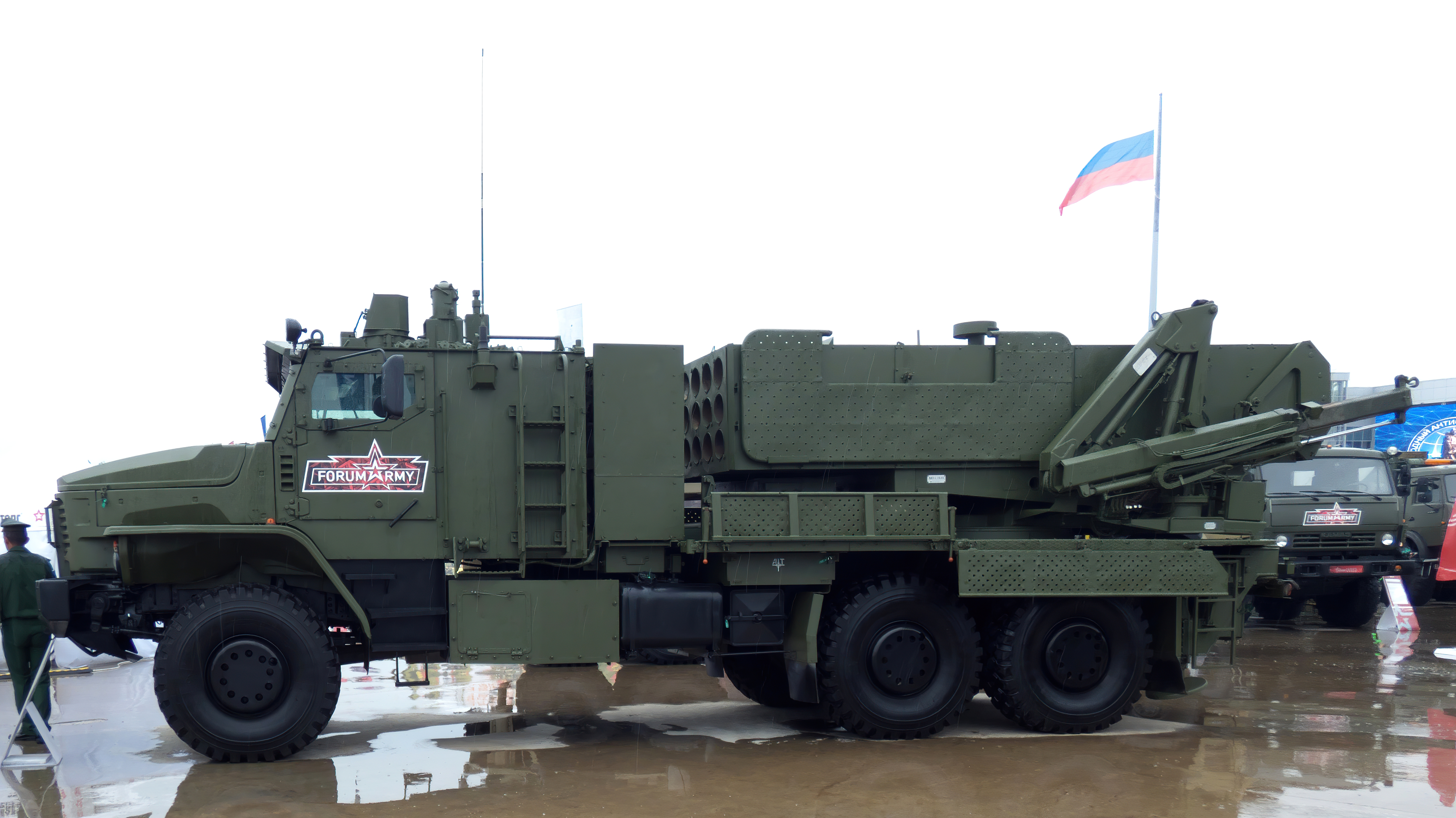
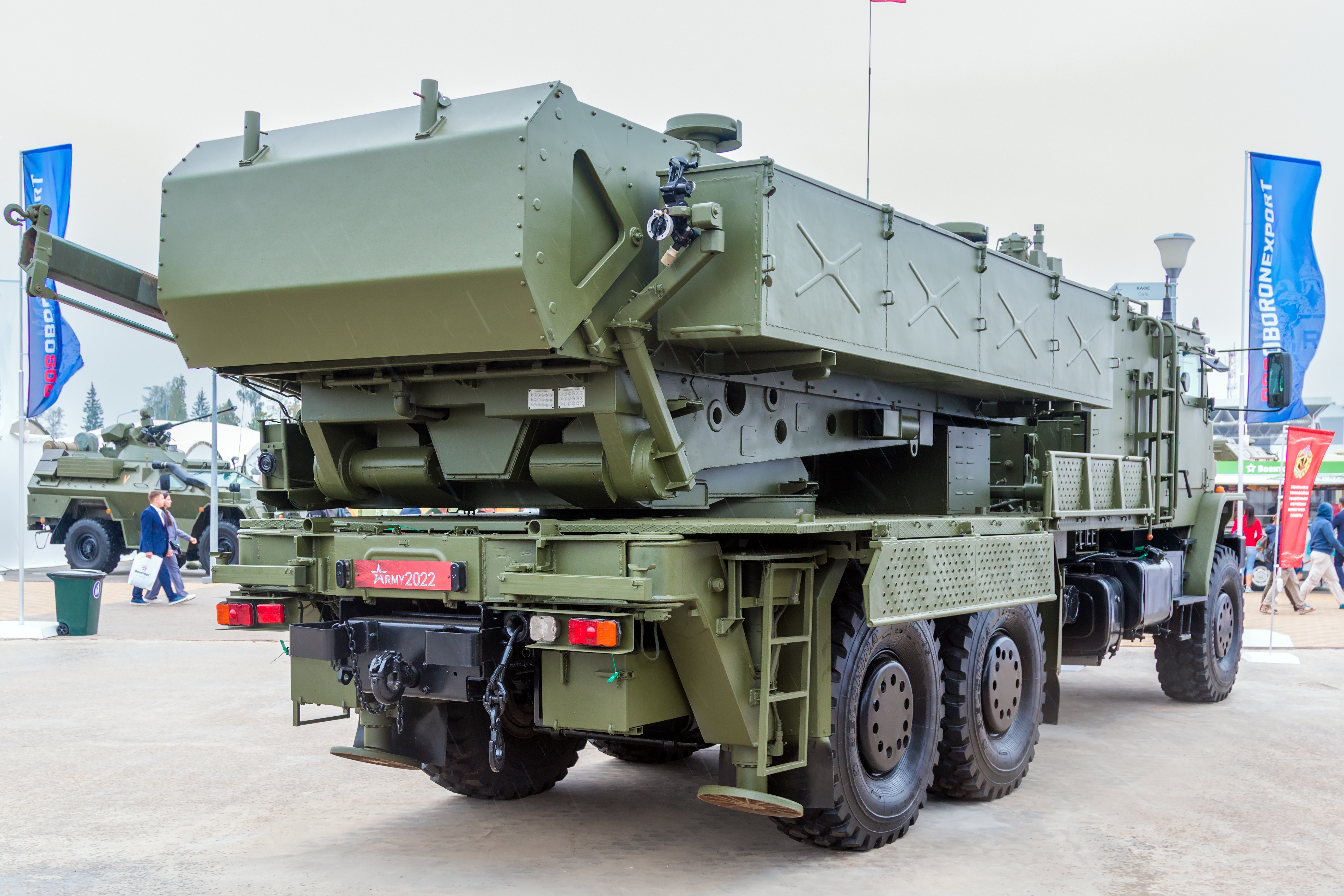

#### ТОС-3 «Дракон»

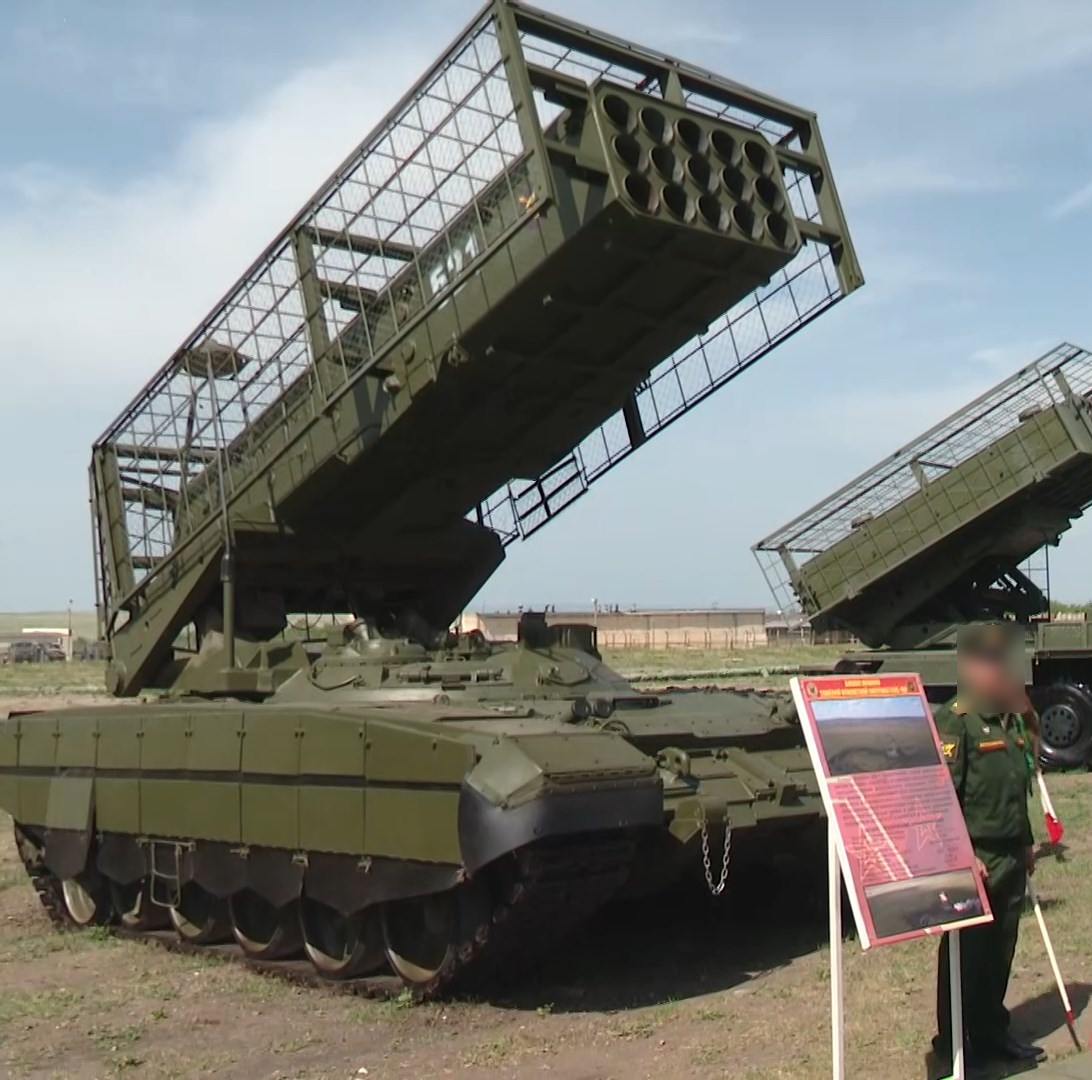
ТОС-3 «Дракон»

Новая система была представлена в 2024 году. В отличие от ТОС-2, она имеет гусеничное шасси (вероятнее всего на базе Т-72Б3), уменьшенное и удлинённое количество пусковых установок — до 15 штук, а также оснащена защитой от дронов в виде РЭБ «Волнорез» и противокумулятивной сетки.

## На вооружении

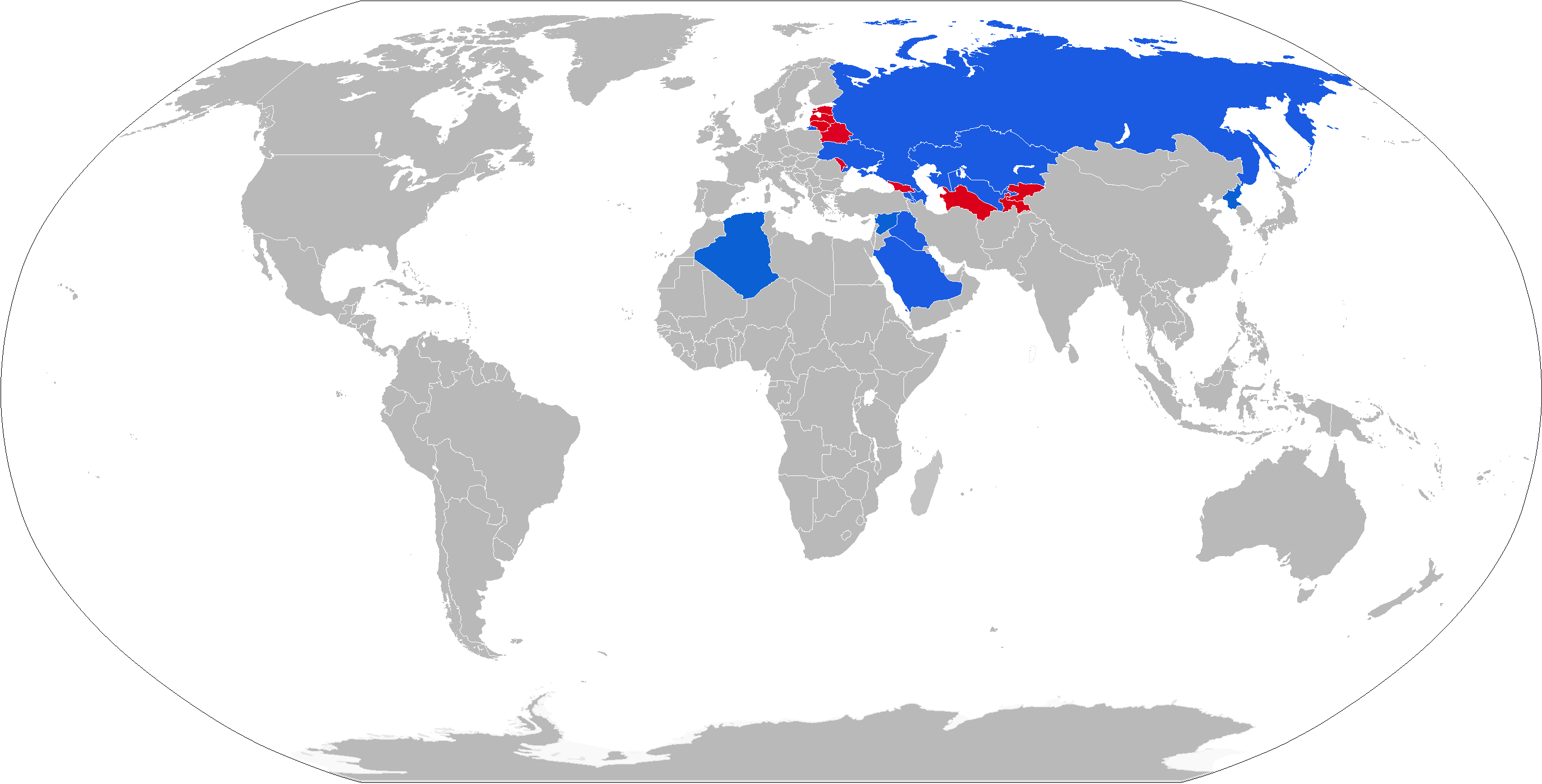
Карта операторов ТОС-1А на 2023 год

- Россия — 55 единиц ТОС-1А на вооружении в Сухопутных войсках и 3 единицы ТОС-1А ВДВ РФ по состоянию на 2024 год.[11]
- Азербайджан — 17 единиц ТОС-1А, по состоянию на 2024 год.[12]
- Армения — неизвестное количество ТОС-1А, по состоянию на 2021 год.[13][14][15]
- Алжир — около 18 единиц ТОС-1А, по состоянию на 2024 год.[16]
- Ирак — более 6 единиц ТОС-1А, по состоянию на 2024 год.[17]
- Казахстан — 3 единицы ТОС-1А, по состоянию на 2024 год.[18]
- Украина — несколько единиц было захвачено и используются ВСУ[19], так минимум 1 трофейная единица, захваченная вместе с запасом ракет во время Харьковской операции, на вооружении 1-го механизированного батальона «Волки Да Винчи» 67 омехбр.[20]
- Саудовская Аравия — 10 единиц ТОС-1А, по состоянию на 2021 год.[21]
- Таджикистан — Неизвестное количество ТОС-1А, по состоянию на 2023 год.[22][23]. Всего поставлено 3 ТОС-1 в 2022 году[24]
- Сирия — неизвестное количество ТОС-1А, по состоянию на 2017 год.[15][25]

## Служба и боевое применение

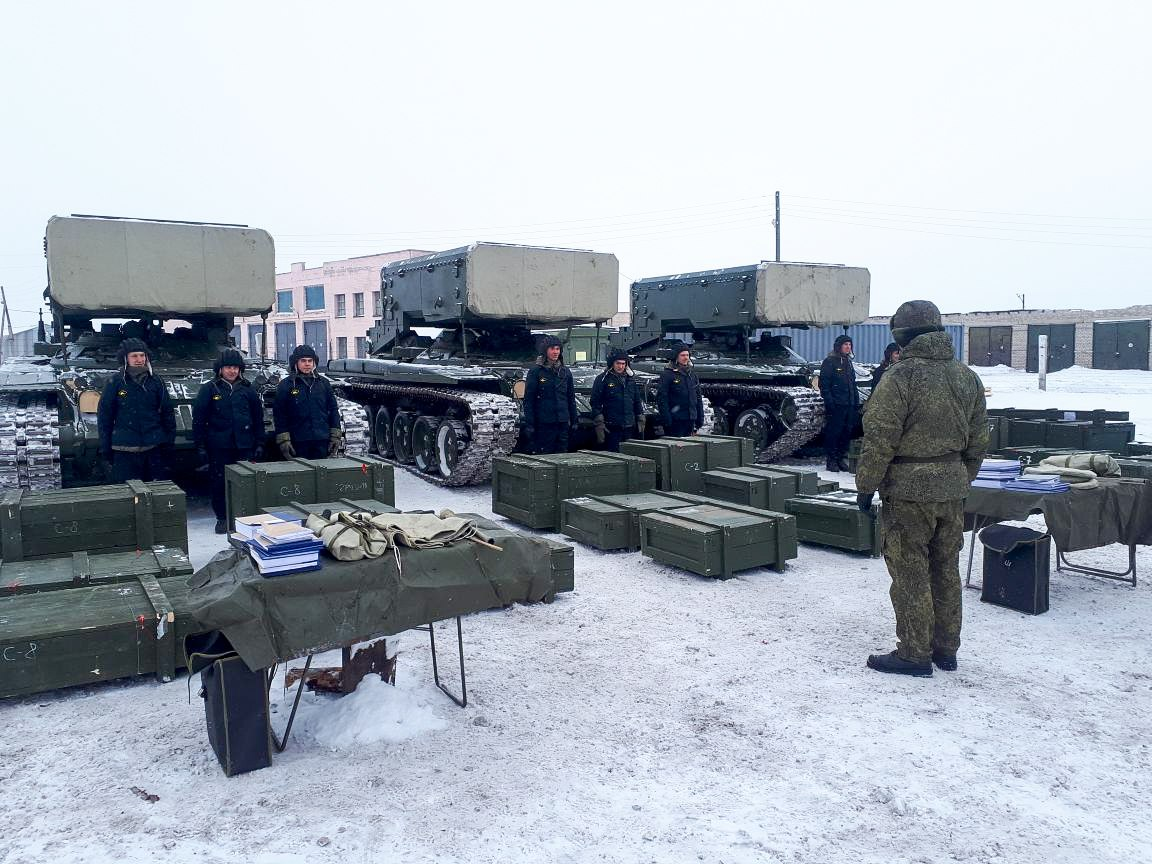
Штатный комплект ТОС-1А 10-го полка РХБЗ 41-й армии

### Организационная структура
В ВС России ТОС-1 находятся в бригадах РХБЗ окружного подчинения (в каждой — по одному батальону с девятью ТОС-1А «Солнцепёк»), а также в полках РХБЗ армейского подчинения (в каждом — по одной роте с тремя боевыми машинами). В 2018 сообщалось о намерении разместить в войсках 72 огнемётные системы.

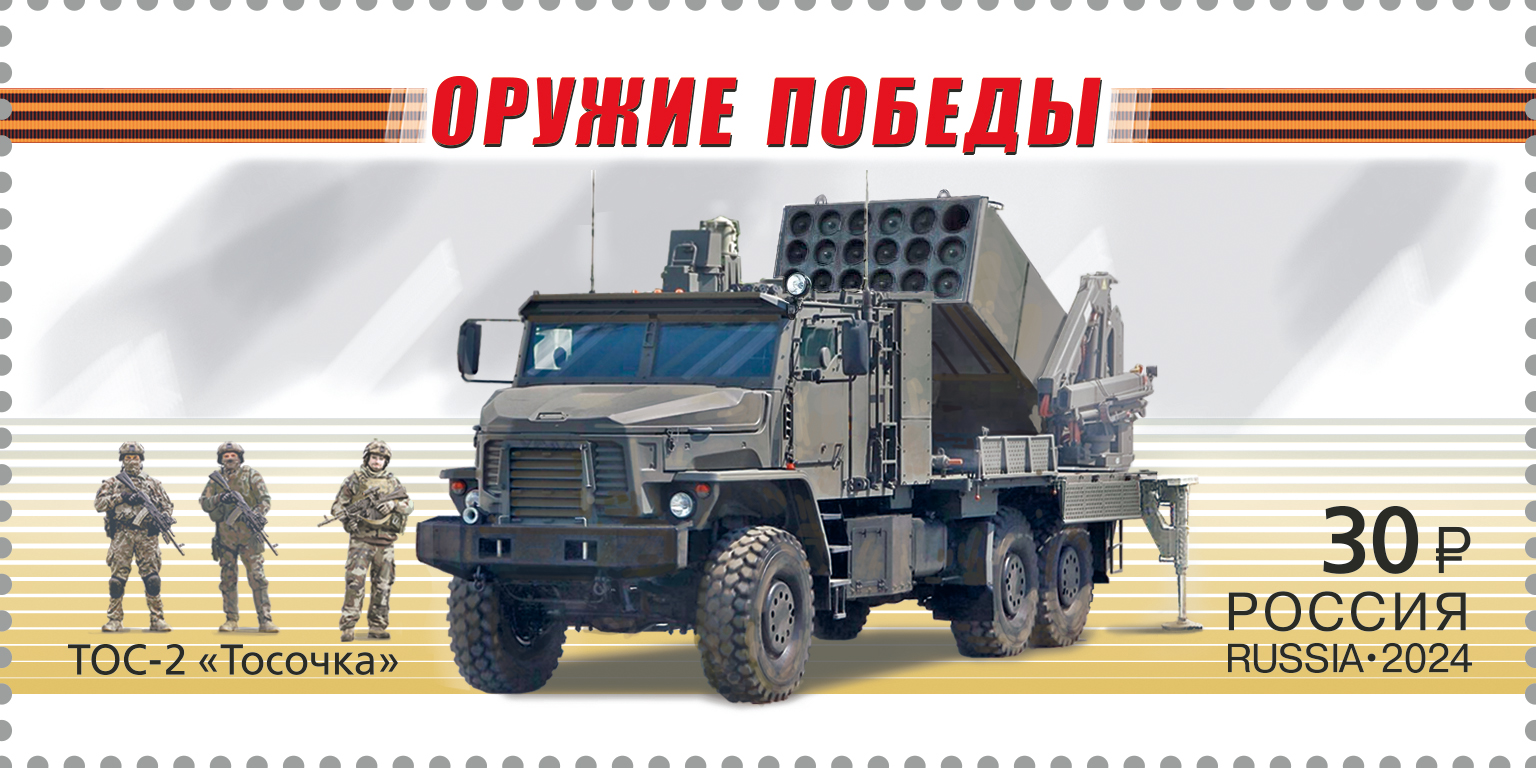
Почтовая марка, 2024 год. Оружие Победы. Современная военная техника. ТОС-2 «Тосочка»

### Служба в ВС России
1. в/ч 41474. 70-й отдельный огнемётный батальон (70 ооб): не менее двух единиц БМ-1[27].
2. в/ч 12102. 20-й полк РХБЗ: не менее четырёх единиц БМ-1 и четырёх единиц ТЗМ-Т[28].
3. в/ч 59792. 35-й полк РХБЗ: 3 единицы ТОС-1А «Солнцепёк»[29].
4. в/ч 16383. 40-й полк РХБЗ: 3 единицы ТОС-1А «Солнцепёк»[30].
5. в/ч 71432. 1-я мобильная бригада РХБЗ: не менее четырёх единиц БМ-1 и одна единица ТЗМ-Т[31].
6. в/ч 07059. 16-я отдельная бригада РХБЗ[32].

### Боевое применение
Впервые ТОС-1 применялась в Афганистане в 1988—1989 гг.
Во время Афганской войны, в период с декабря 1988 года по февраль 1989, года две машины системы «Буратино» были использованы в ходе операции «Тайфун» в боевых действиях в Чарикарской долине и на Южном Саланге. Действие термобарических боеприпасов по целям в горах наносило большой ущерб противнику из-за взаимного наложения воздушных ударных волн и их многократного отражения от окружающих скал.
ТОС «Буратино» применялись во Второй чеченской войне, в частности, в осаде Грозного в 1999 году и в боях за село Комсомольское в марте 2000 года. Бывший командующий федеральными войсками в Чечне и Дагестане во время первой и второй войн в Чечне генерал-полковник Геннадий Трошев в своих воспоминаниях отмечал: «Высокая точность и большая эффективность стрельбы этой системы позволили достичь результатов там, где другие огневые средства оказались бессильны». Однако применение вызывало и побочный ущерб, так в результате удара ТОС-1 погибли 37 местных жителей и более 200 получили ранения
Наблюдатели Специальной мониторинговой миссии ОБСЕ, призванной способствовать деэскалации вооружённого конфликта на востоке Украины, осенью 2015 года сообщили об обнаружении на подконтрольном ЛНР полигоне одной установки РСЗО «Буратино». Обнаружение этой системы в Донбассе рассматривалось журналистами и экспертами как одно из доказательств участия России в войне в Донбассе.
По данным на 2016 год, неизвестное количество ТОС-1А «Солнцепёк» РФ было дислоцировано в ходе военной операции России в Сирии из 20-го полка РХБЗ, в том числе для охраны авиабазы Хмеймим. Применялся правительственными войсками Сирии с 2015 года против повстанцев в Хаме, в 2016 году против сил повстанцев в горах Латакии, минимум 1 единица ТОС была уничтожен с ПТРК . Также использовался при освобождении Пальмиры в 2016 году.
Использовался Азербайджаном в Нагорном Карабахе в 2016 и 2020 году. Применялся обеими сторонами конфликта во Второй Карабахской войне.
Вооружённые силы Ирака несколько раз применяли установку ТОС-1А «Солнцепёк» в ходе боевых действий в стране. Впервые были замечены в действиях против ИГ, в боях за город Джурф ас-Сахр.

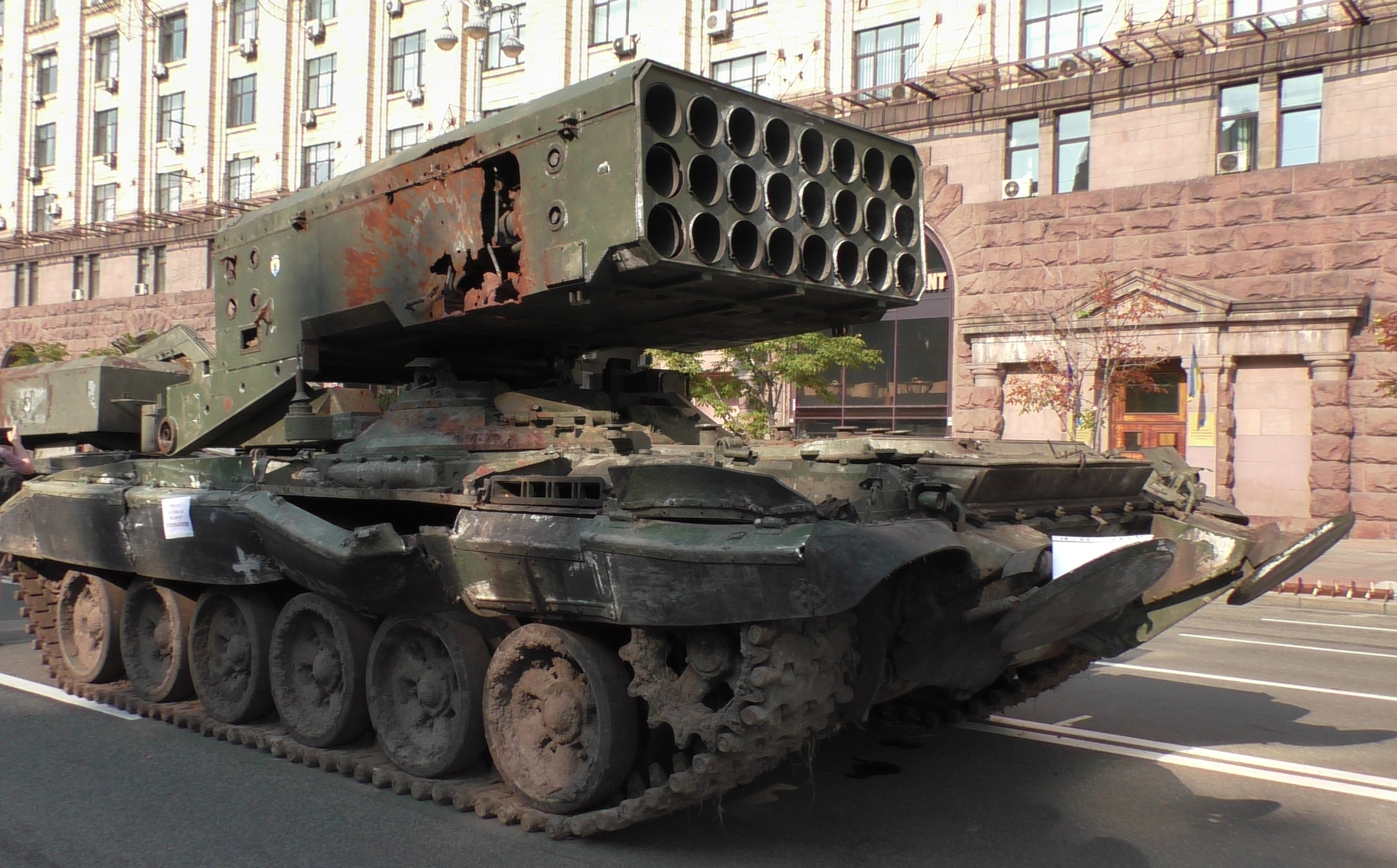
ТОС в Киеве, 2022 год

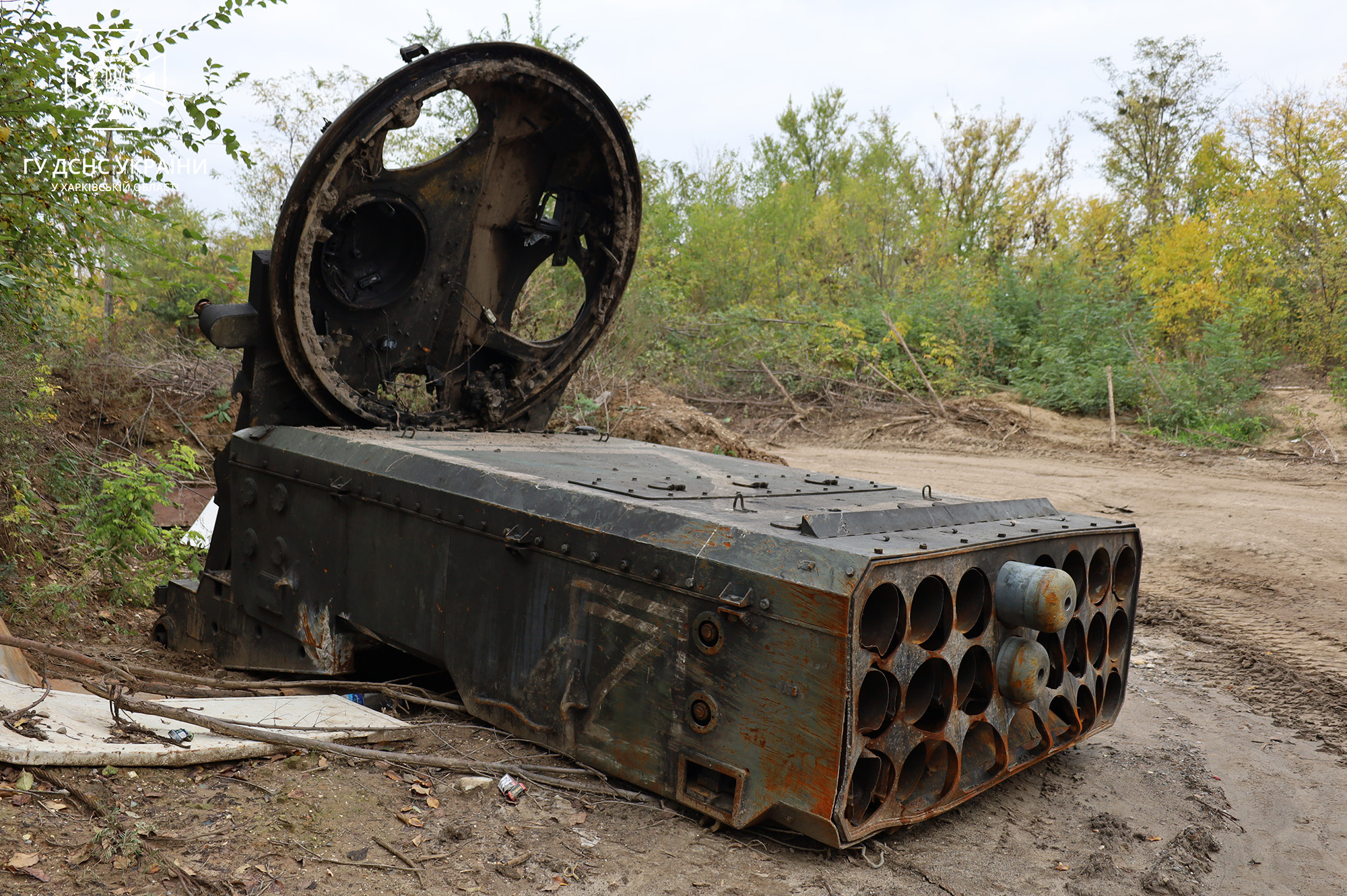
Остатки ТОС в Изюме после боёв за город

Применяются Вооружёнными силами РФ в ходе вторжения России на Украину в 2022 году. Несколько ТОС-1А было уничтожено, также некоторое количество было захвачено украинскими войсками.

## Оценка проекта, критика
По мнению главного редактора журнала «Экспорт вооружений» Андрея Фролова: «Что касается ТОС-1А „Солнцепёк“ — аналогов этой системе в мире нет. Опыт её боевого применения в Сирии и Ираке подтвердил высокую эффективность такого оружия».
Из недостатков комплекса называются: большие размеры, слабое бронирование, уязвимость для ПТРК и гранатомётов. Поражение боевой машины представляет опасность для своих войск. Кроме того, комплекс имеет очень узкую сферу применения: участие в локальных конфликтах и контртеррористических операциях, а при масштабных боевых действиях комплекс проигрывает РСЗО в дальности и эффективности.

## Галерея

ТОС-1А на комплексных занятиях по тактико-специальной подготовке с военнослужащими 1-й мобильной бригады РХБЗ
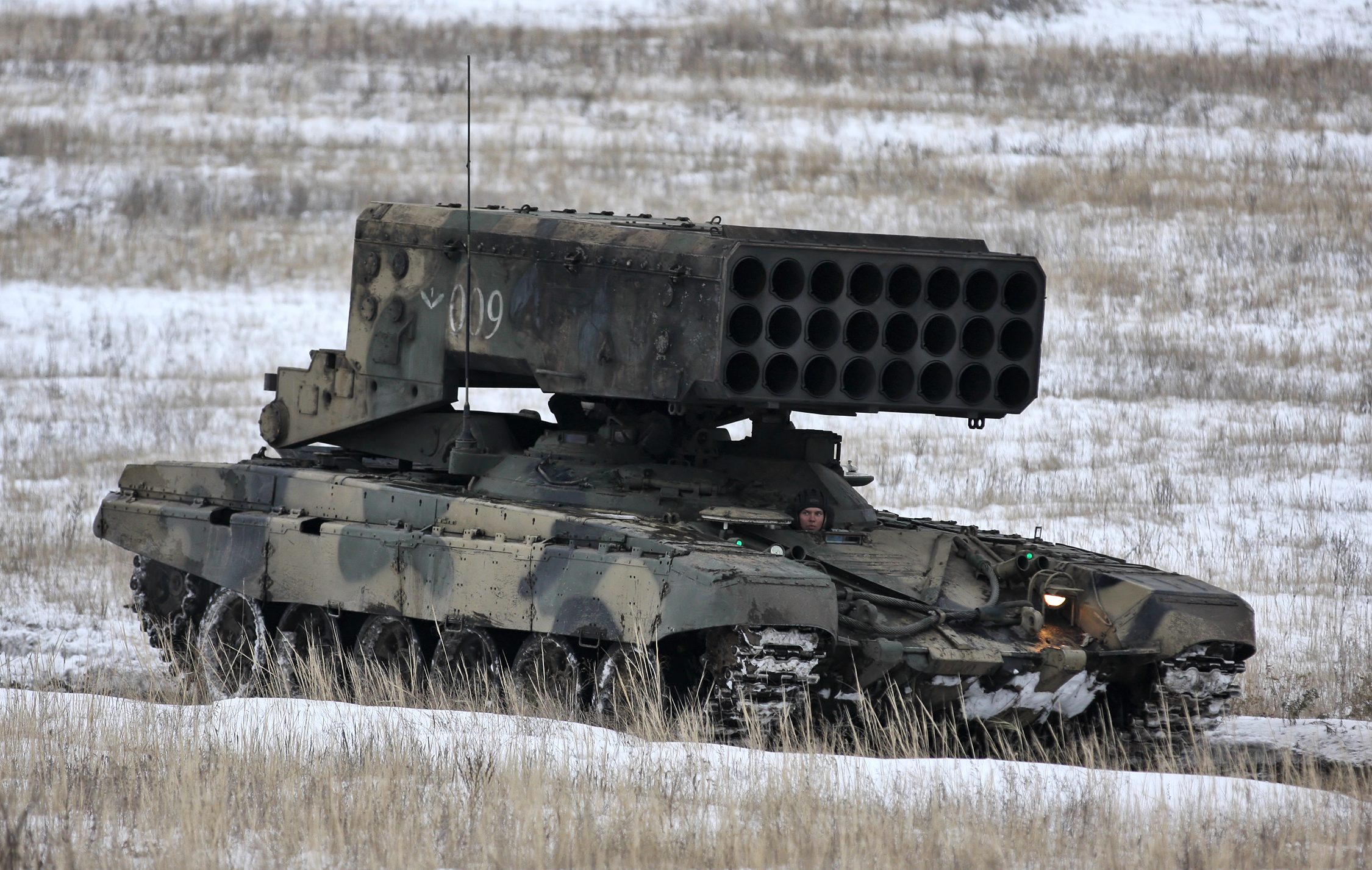
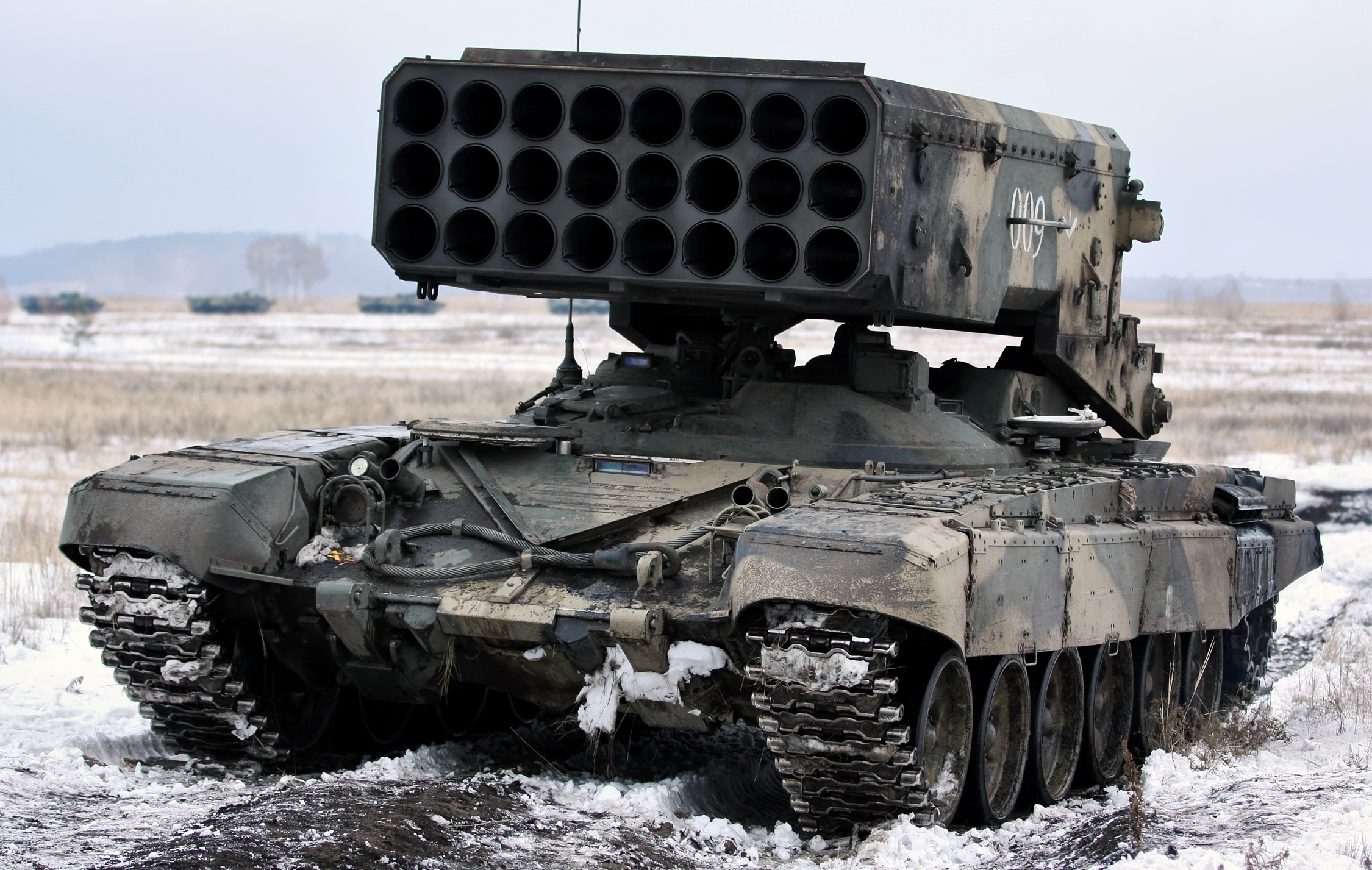
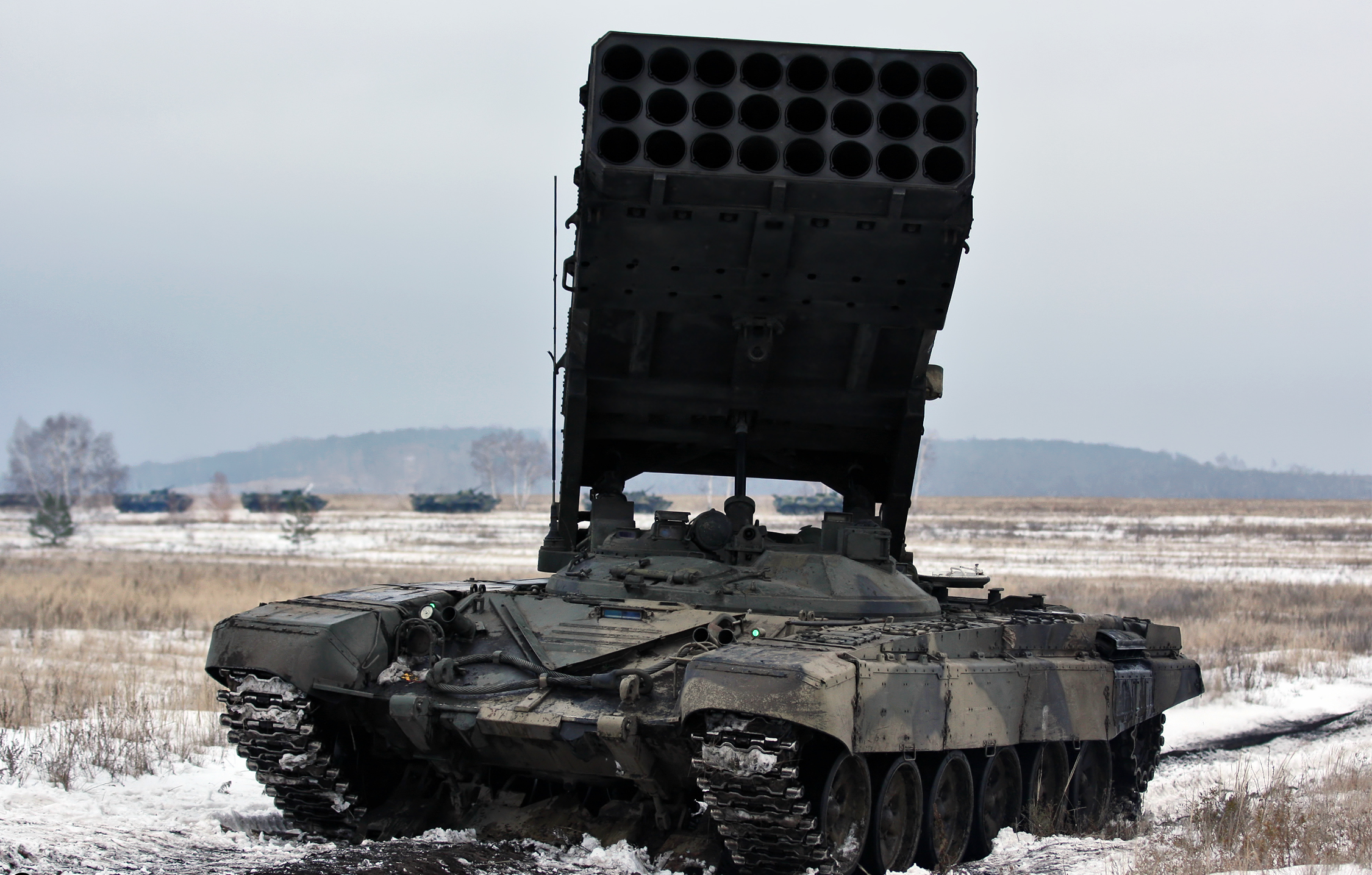
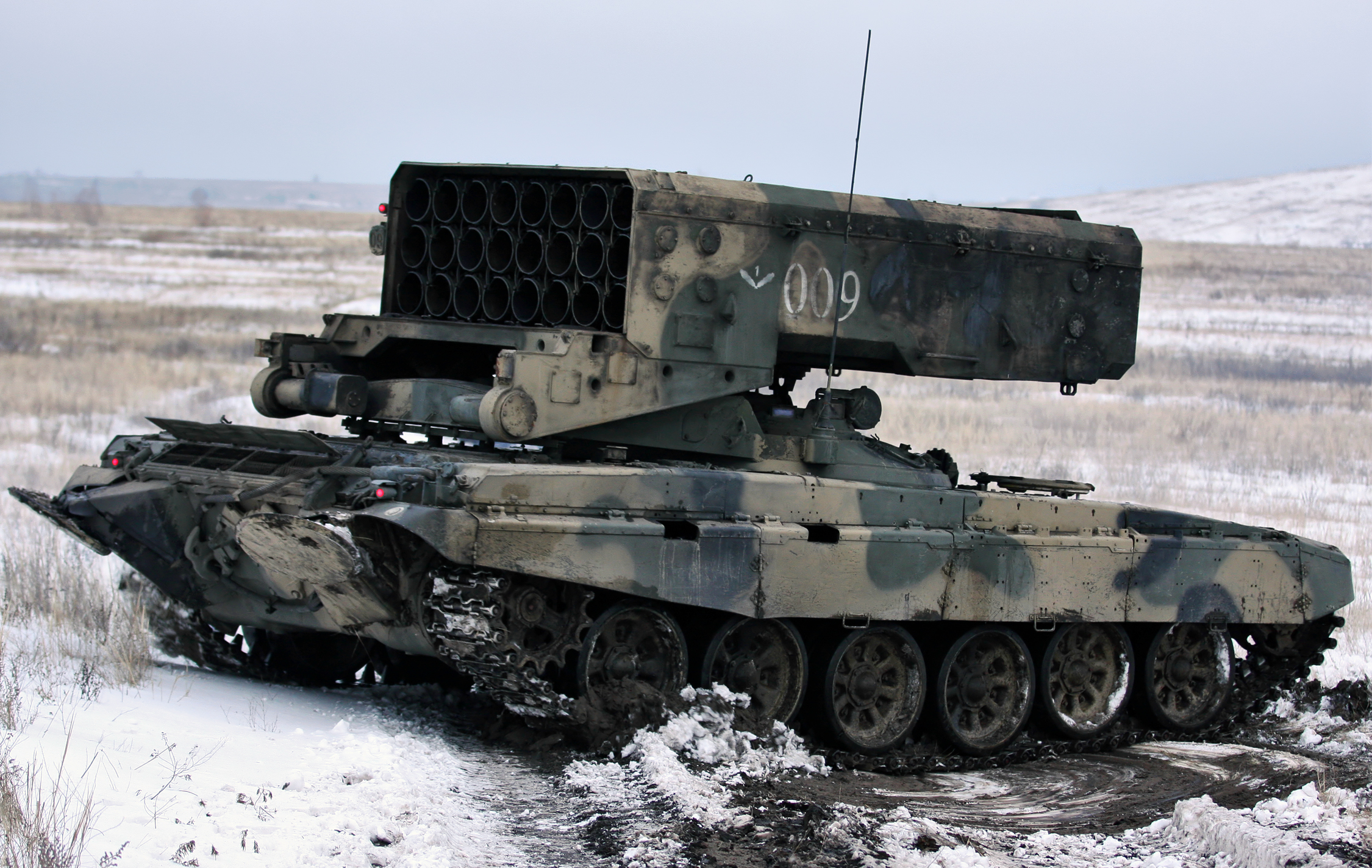

Стрельбы тяжёлой огнемётной роты ТОС-1А на учениях частей и подразделений РХБЗ на Шиханском полигоне
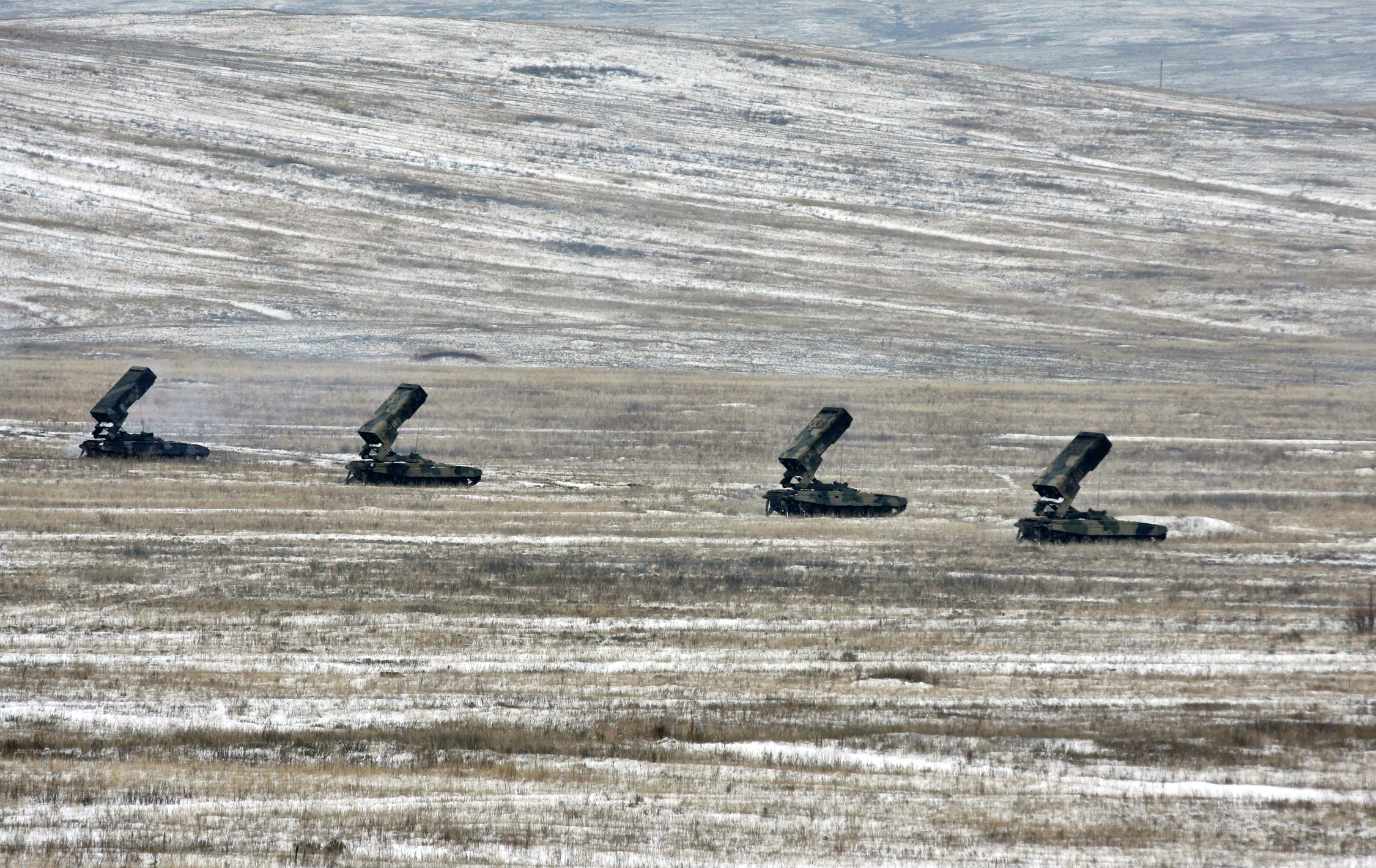
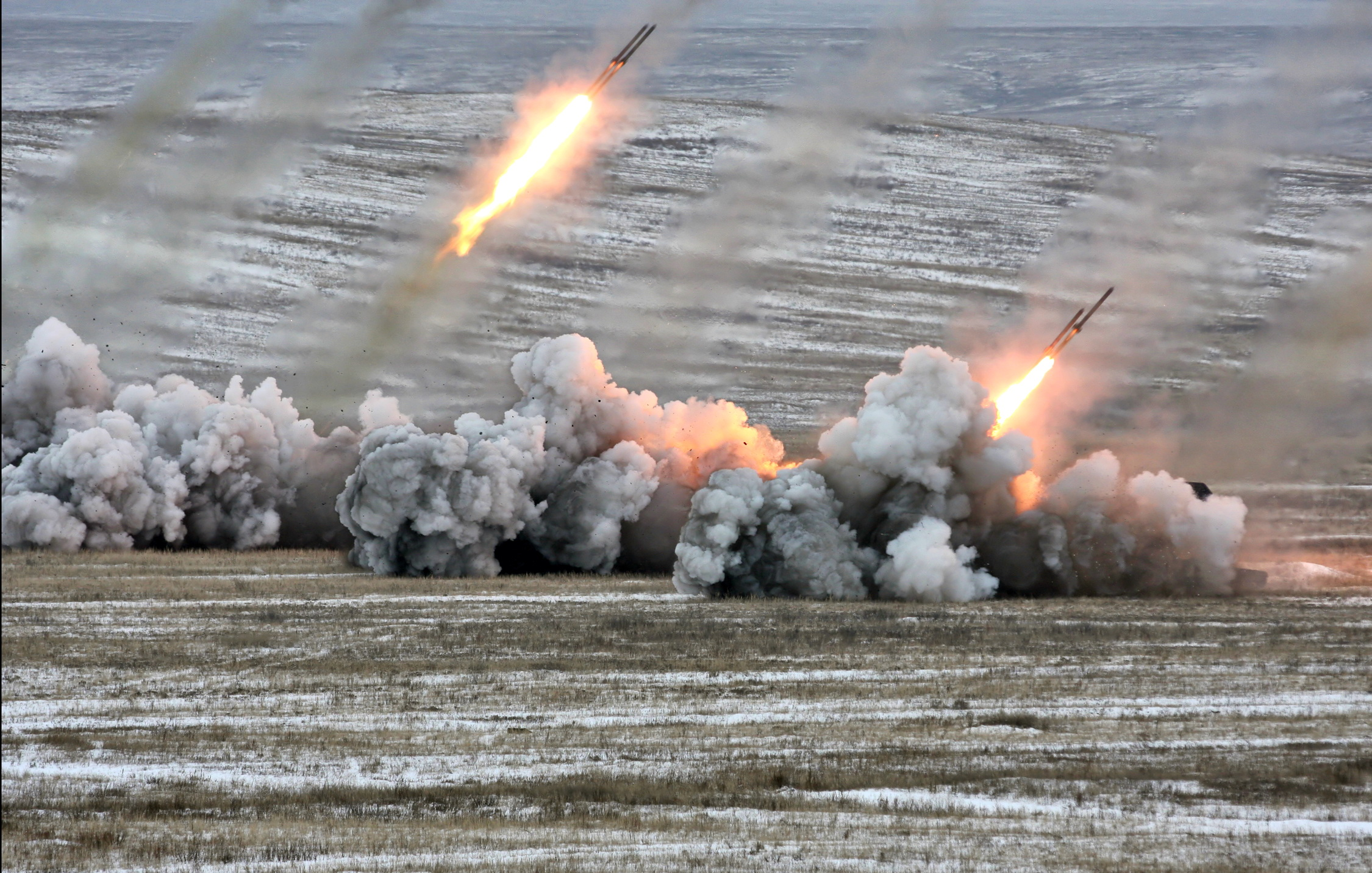
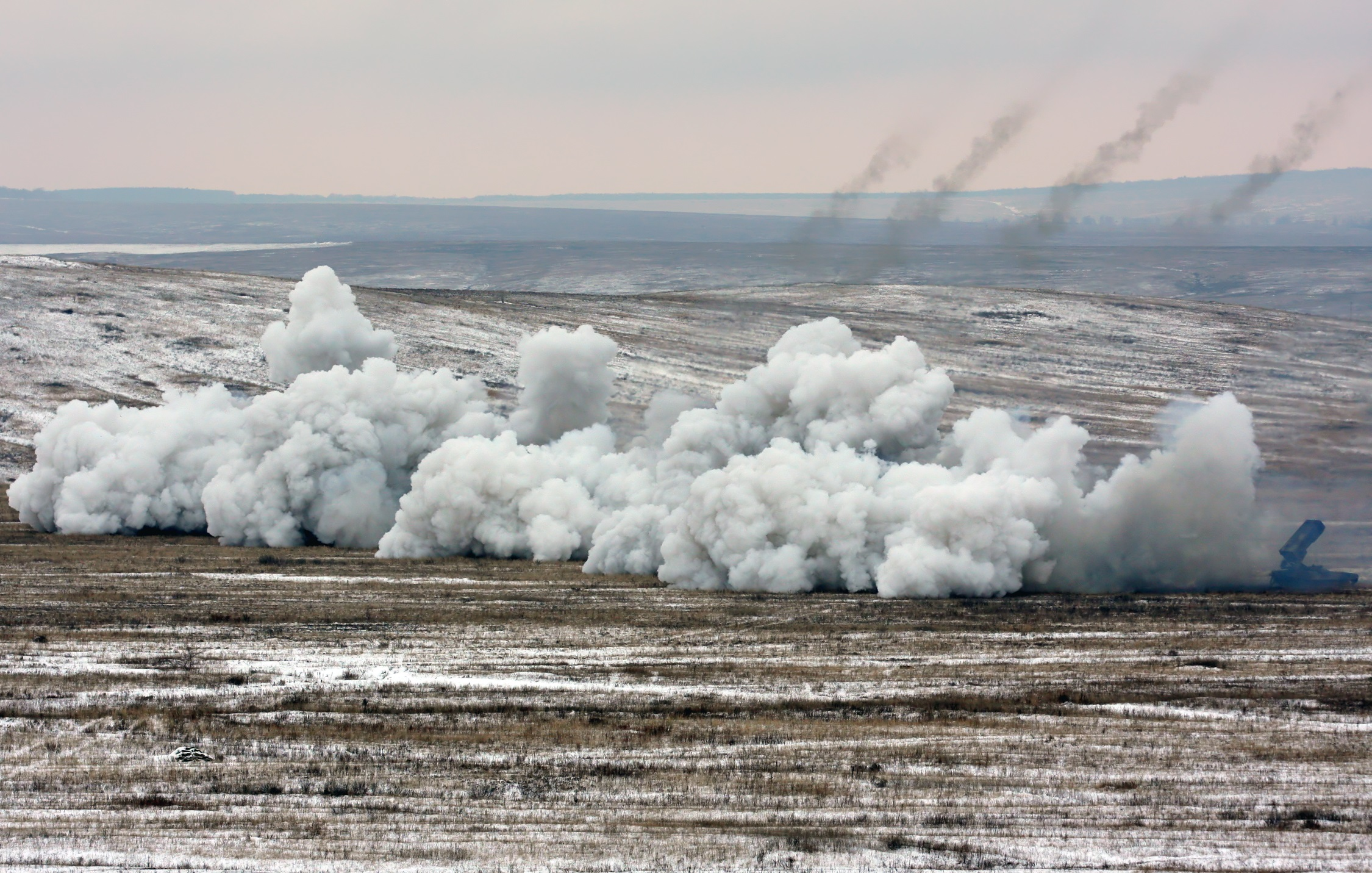
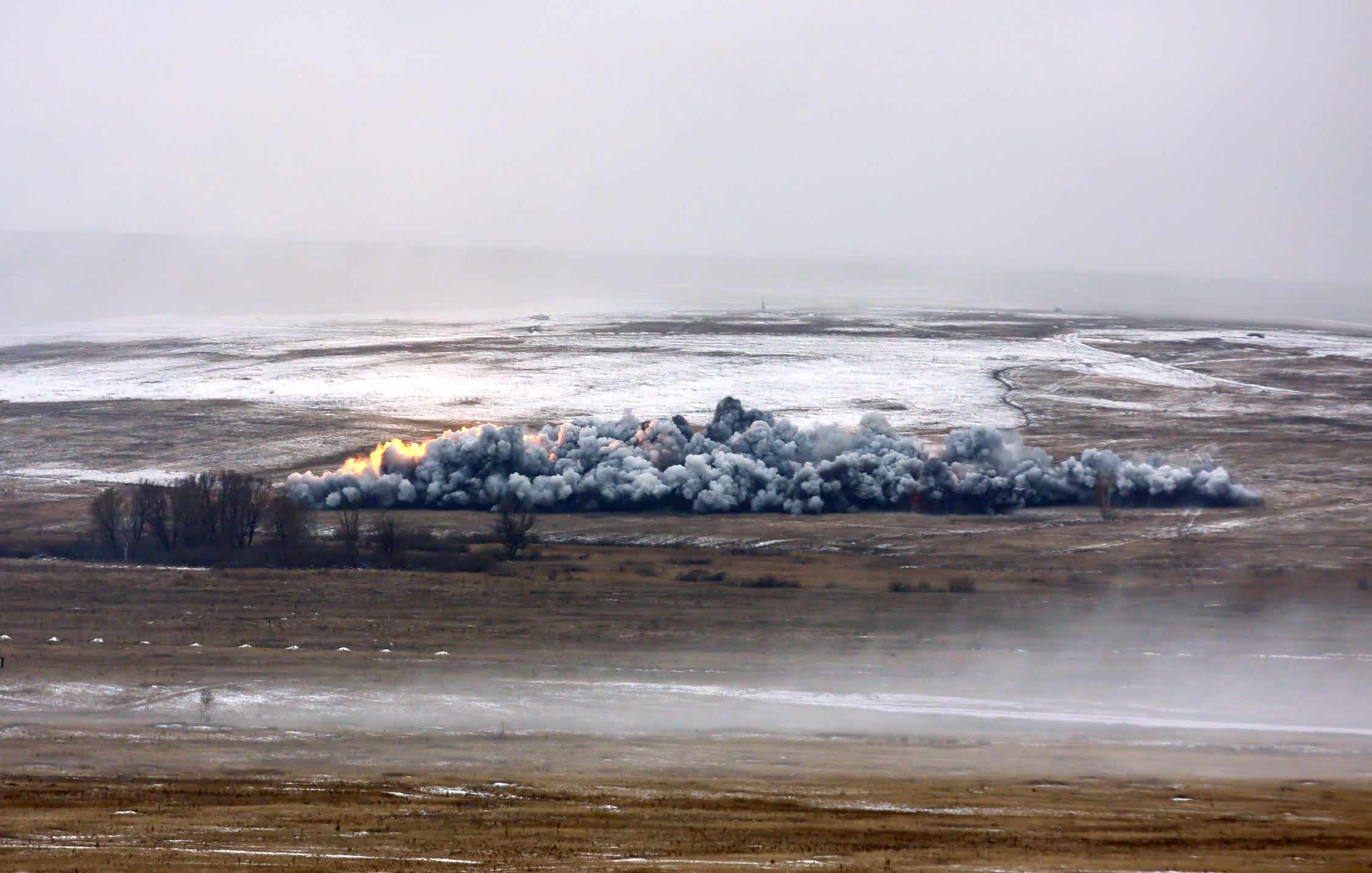

Захваченные ТОС и ТЗМ на Крещатике в Киеве
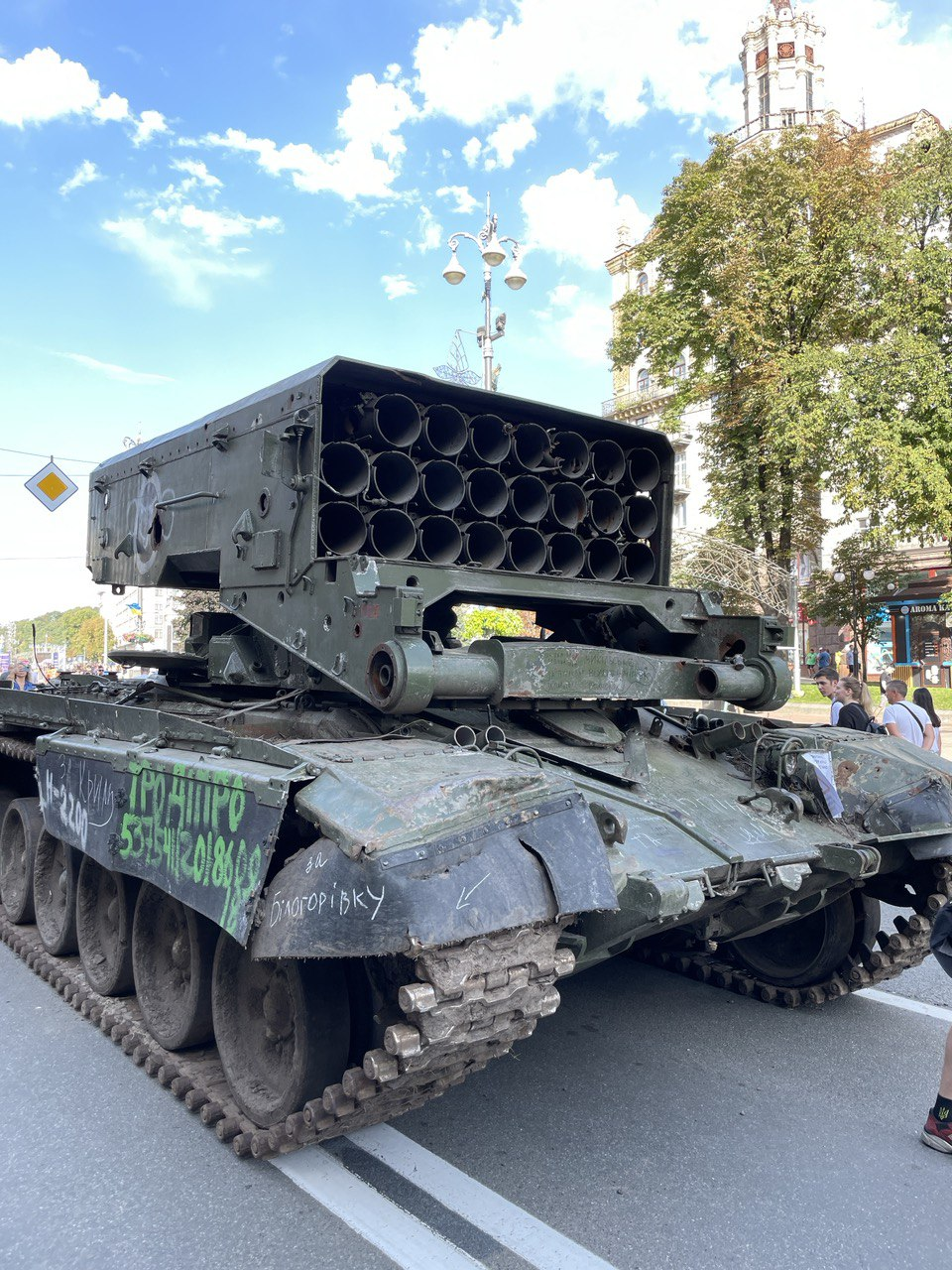
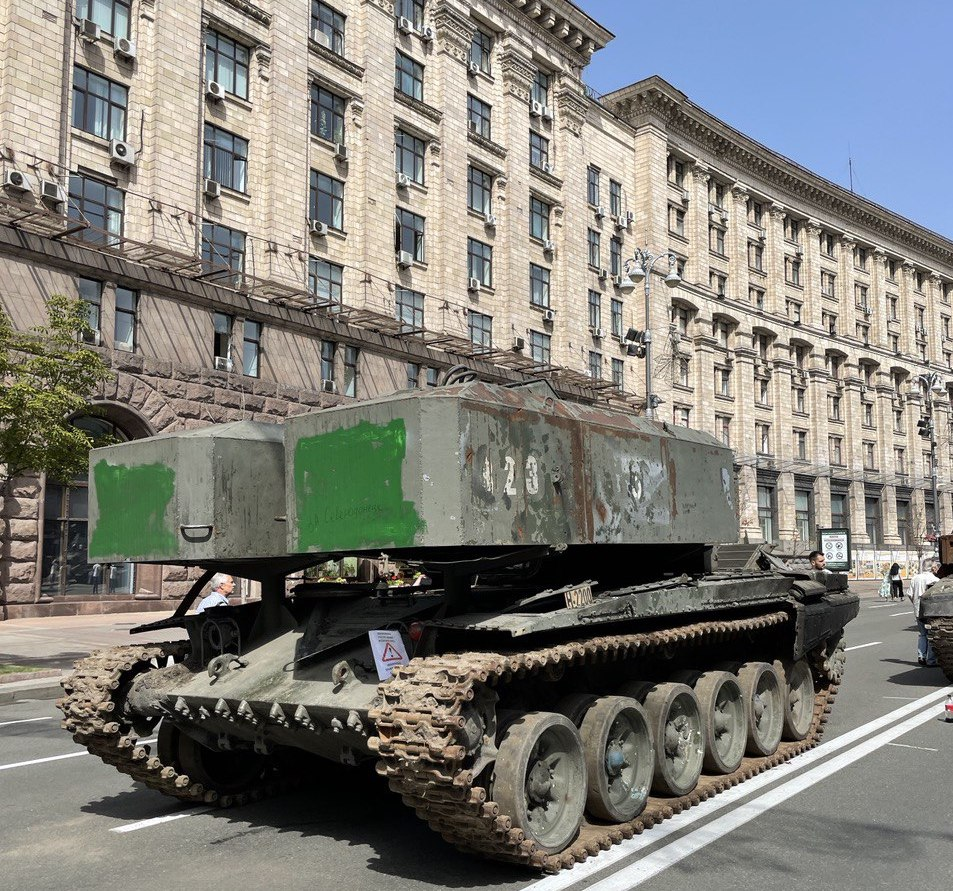